# Équipe des Samoa féminine de volley-ball
L'équipe des Samoa de volley-ball féminin est composée des meilleures joueuses samoanes sélectionnées par la Fédération Samoane de volley-ball (Western Samoa Volleyball Association, WSVA). Elle n'est actuellement pas classée par la FIVB au 15 janvier 2010.

## Sélection actuelle
Sélection pour les qualifications aux championnats du monde 2010.
Entraîneur :  Ken Fuliese ; entraîneur-adjoint :  Sepi Tamilo